# Avignon
Avignon (phát âm tiếng Pháp: [a.vi.ɲɔ̃]; tiếng Latinh: Avenio; tiếng Provençal: Avinhon (kiểu cổ điển) hay Avignoun (kiểu Mistralian), phát âm [aviˈɲun]) là tỉnh lị của tỉnh Vaucluse, thuộc vùng hành chính Provence-Alpes-Côte d'Azur của nước Pháp, có dân số là 89.300 người (thời điểm 2005).
Thành phố này nằm ở tả ngạn sông Rhône. Trong số 90.194 cư dân của thành phố (năm 2011), khoảng 12.000 sống ở trung tâm phố cổ được bao bọc bởi thành lũy thời trung cổ.
Giữa năm 1309 và 1377, trong thời kỳ Giáo hoàng Avignon, bảy vị giáo hoàng kế tiếp sống tại Avignon và năm 1348 Đức Giáo hoàng Clement VI đã mua thị trấn từ Joanna I Napoli. Quyền kiểm soát của Giáo hoàng kéo dài tới năm 1791 khi, trong cuộc Cách mạng Pháp, nó đã trở thành một phần của nước Pháp. Hiện ở thị trấn là thủ phủ của bộ phận Vaucluse và một trong số ít các thành phố Pháp đã bảo quản thành lũy của nó.
Trung tâm lịch sử, trong đó bao gồm Cung điện của Giáo hoàng (Palais des Papes), và Tòa nhà Hội đồng giám mục gần cạnh, và Cầu Saint-Bénezet (Pont d'Avignon), trở thành Di sản Thế giới UNESCO vào năm 1995. Các di tích thời Trung cổ và hàng năm Festival Avignon đã giúp để làm cho thị trấn thành một trung tâm lớn cho du lịch.

## Các thành phố kết nghĩa
- Wetzlar Đức

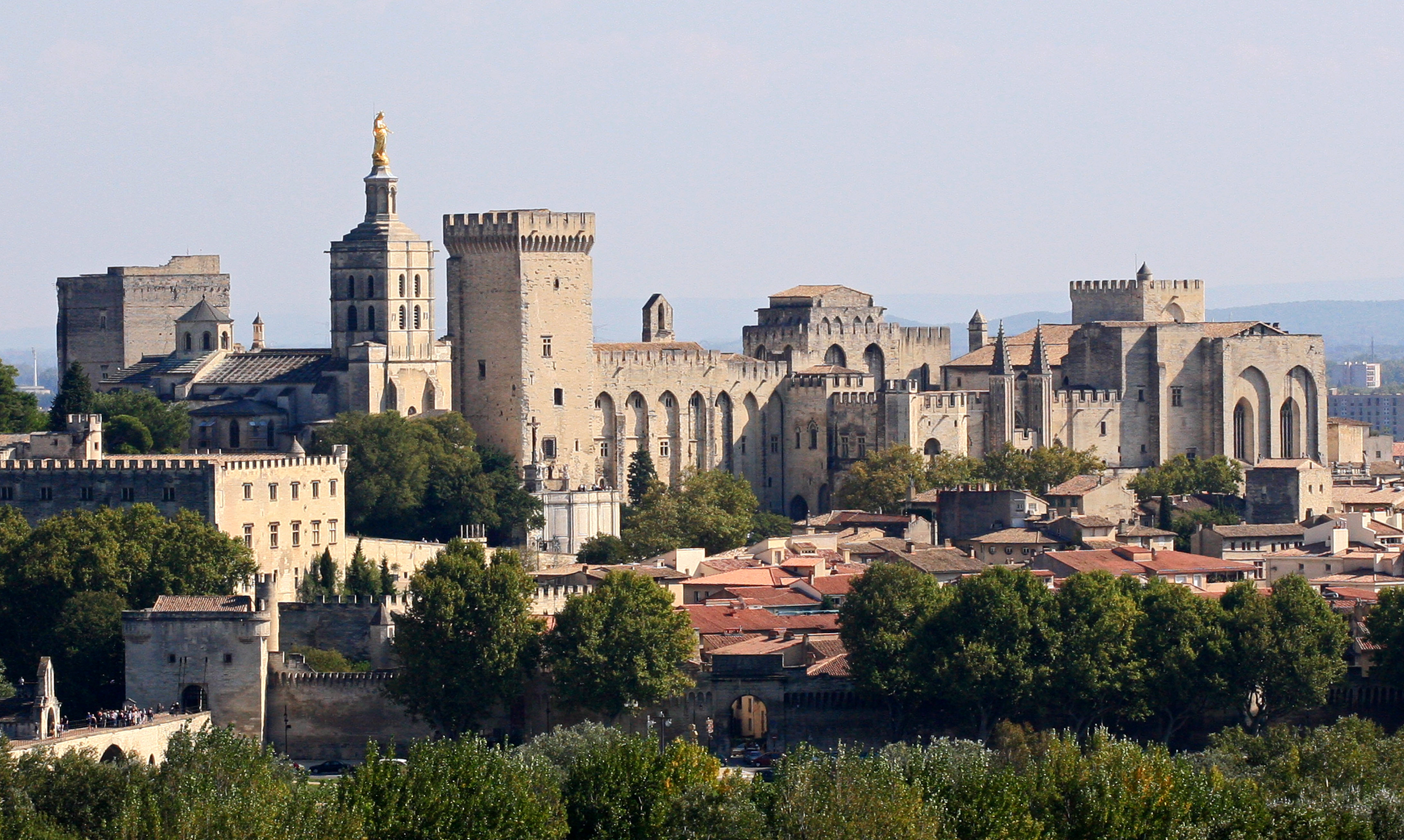
Khu di tích lịch sử chung quanh Cung điện của Giáo hoàng

- Colchester Vương quốc Liên hiệp Anh và Bắc Ireland
- New Haven Connecticut Hoa Kỳ
- Diourbel Sénégal
- Tarragona Tây Ban Nha
- Tortosa Tây Ban Nha
- Siena Ý
- Guanajuato México

## Những người con của thành phố
- Yves Berger, nhà văn
- Philipp Toussaint Joseph Bordone, tướng lĩnh quân đội
- Pierre Boulle, nhà văn
- Marie Duronceray, nữ diễn viên, nghệ sĩ múa trong Opéra-Comique
- René Girard, nhà ngôn ngữ học và văn học
- Edouard Imer, họa sĩ
- Maiolus, cha trưởng tu viện của Cluny
- Mireille Mathieu, nữ ca sĩ
- Olivier Messiaen, nhà soạn nhạc và chơi đàn ống
- Christophe Rousset, nhạc trưởng dàn nhạc
- Alexandre de Rhodes, (1593-1660), nhà truyền giáo dòng Tên. Hoạt động ở Cochinchina, Tonquin (Việt Nam); Macau; Iran và ông mất tại Isfahan